# ゴッド・ディーバ
ゴッド・ディーバ（原題：Immortel, ad vitam）は、エンキ・ビラルによるバンド・デシネ作品「ニコポル三部作（1980～1992年）」を4年の歳月をかけて映像化した2004年製作のフランス映画（ちなみに、この作品はフランス語ではなく全編英語での作品である)。
ヒロイン・ジル役を元ミス・フランスのリンダ・アルディが務め、共演にはトーマス・クレッチマン、シャーロット・ランプリングらヨーロッパを代表する俳優陣を配し、原作者エンキ・ビラル自身がメガホンを執った。ビラルにとって3作目の監督作品にして、自身による原作の初の映画化作品となった。『ブレードランナー』など多くのSF映画に影響を与えたとされるビラル独特の美しい近未来の世界観や、ライブ・アクションによる実写映像とCGアニメーションの融合した特異な映像が注目された。
宣伝コピー：神が憧れたのは、月よりも青い彼女の涙。

## ストーリー
2095年、ニューヨーク。人間とミュータント、エイリアンがいびつに共存する混沌の世界。
ピラミッド型巨大飛行物体の突然の出現と時を同じくして、街では人体改造を施した人間だけが犠牲となる連続猟奇事件が発生、記憶喪失の美少女ジルが治安部隊に保護される。彼女の身柄を引き取った女医エルマ・ターナー博士は、彼女の体構造が人間とはかけ離れたものであると発見する。

　またその頃、30年前に政治犯として捕らえられていた男、革命の思想的リーダー・ニコポルが、事故により冷凍保存から蘇る。一方ピラミッドの中では、鷹の頭にヒトの体を持つ神ホルスが、反逆罪で神々から死刑を宣告される。彼は残された7日間の猶予の間に、ある目的のためにヒトへと憑依し地上へ転生する。彼が選んだのは、ニコポルの体だった。
　ホルスによって引き合わされた2人は次第に惹かれ合い、孤独なジルはニコポルを通して愛とは何かを学んでいく。

　だが2人の知らない所で、彼らを追う別の勢力が動き始めていた……。

## キャスト
| 役名                    | 俳優                       | 日本語吹替（DVD収録） |
| ----------------------- | -------------------------- | --------------------- |
| ジル                    | リンダ・アルディ           | 朴璐美                |
| アルシッド・ニコポル    | トーマス・クレッチマン     | 山野井仁              |
| エルマ・ターナー        | シャーロット・ランプリング | 沢田敏子              |
| ホルス                  | トーマス・M・ポラード      | 石塚運昇              |
| カイル・オールグッド.Jr | ジョー・シャリダン         | 郷里大輔              |
| フローブ                | ヤン・コレット             |                       |
| ジョン                  | フレデリック・ピエロ       |                       |
| リリー・リャン          | コリーヌ・ジャベール       | 小宮和枝              |
| ナレーション            |                            | 石井康嗣              |

## スタッフ
- 監督・脚本 - エンキ・ビラル
- 脚色・共同脚本 - セルジュ・レーマン
- 原作 - 「不死者のカーニバル（La Foire aux immortels、1980年）」
「罠の女（La Femme piège、1986年）」
「冷たい赤道（Froid-Équateur、1992年）」エンキ・ビラル（日本では河出書房新社より刊行）
- 製作 - シャルル・ガソ
- 共同製作 - ダニエル・J・ウォーカー
- 製作総指揮 - ドミニク・ブリュネ
- 撮影 - パスカル・ジェネソー
- 美術 - ジャン＝ピエール・フィエ
- 衣裳デザイン - ミミ・レンピッカ
- メイクアップ - ニコラ・ドゥジェンヌ
- 編集 - ヴェロニク・パルネ
- 音響 - ロラン・カリオ
- 視覚効果スーパーバイザー - セブ・コードロン
- VFX - デュラン・アニメーション・スタジオ
- 字幕 - 林完治
- 吹替版翻訳 - たかしまちせこ
- 製作：テレマ（フランス）

## 備考
- 本作の日本公開に合わせエンキ・ビラルが来日し、自らの作風にビラルの影響を認める日本の漫画家弐瓶勉や貞本義行らと対談した。その内容はそれぞれ、「BLAME!and so on―弐瓶勉画集（講談社）」、「MONSTER モンスター[完全版]（飛鳥新社）」に収録されている。
- 邦題『ゴッド・ディーバ』は荒俣宏により考案された。